# Deudor
El deudor o prestatario es aquella persona natural o jurídica que tiene la obligación de satisfacer una cuenta por pagar contraída a la parte acreedora o prestamista, ello cuando el origen de la deuda es de carácter voluntario, es decir, que el deudor decidió libremente comprometerse al pago de dicha obligación. Dada esta situación, en la que el deudor no efectúe los pagos a su acreedor, este podrá ejercer acciones legales contra el deudor para intentar recuperar la deuda correspondiente.
Debemos hacer constar, aunque sea obvio, que si no hay ningún documento que sea capaz de demostrar la citada deuda, legalmente la prestación no existirá y no se podrá efectuar ningún tipo de acción legal contra el moroso.

## Etimología
La palabra deudor viene de la palabra deuda, que a su vez viene de la palabra debere en latín, que significa deber, del verbo de obligación.